# حمل (ستاره)
حمل یا آلفا بره یک ستاره است که در صورت فلکی بره (حمل) قرار دارد.